# Катастрофа C-123 корейских ВВС в 1982 году
Катастрофа C-123 ВВС Южной Кореи произошла 5 февраля 1982 года, когда военно-транспортный самолёт Fairchild C-123 Provider южнокорейских ВВС разбился на склоне горы Халласан на острове Чеджу. Погибли все 53 человека на борту, включая 46 бойцов 707-й группы специального назначения, 1 гражданского сотрудника и 6 членов экипажа. Это одна из самых крупных авиакатастроф в истории Южной Кореи.

## Обновлённые детали катастрофы
Согласно новым данным из статьи Jeju Sori:
- На борту находился 1 гражданский сотрудник (фотограф), что ранее не упоминалось в официальных отчётах
- 46 (а не 47) бойцов спецназа погибло в катастрофе
- Самолёт перевозил спецназовцев для фотосессии к 10-летию создания 707-го спецподразделения
- Родственники погибших более 30 лет добиваются официальных извинений от правительства
- Место катастрофы до сих пор содержит неубранные обломки самолёта

## Хронология катастрофы
Самолёт вылетел из Сеула в 08:30 утра по местному времени. В 10:23, при заходе на посадку в Международный аэропорт Чеджу, экипаж потерял ориентацию в густом тумане и врезался в восточный склон горы Халласан на высоте 1,200 метров. Удар был такой силы, что обломки разлетелись на площади 200×100 метров.

## Последствия и критика
Родственники погибших выявили многочисленные нарушения:
- Неадекватная компенсация — семьям выплатили лишь 5 млн вон (около $7,300 по курсу 1982 года)
- Отсутствие должного расследования — военные скрыли истинные цели полёта
- Заброшенное место катастрофы — власти не организовали должного мемориала
- Неопознанные останки — часть тел так и не была идентифицирована

В 2011 году, через 29 лет после трагедии, родственники продолжали требовать:
1. Официальных извинений от государства
2. Полного расследования обстоятельств
3. Создания достойного мемориала
4. Пересмотра компенсаций

## Память
На месте катастрофы (у храма Гванемса) установлен лишь скромный памятный камень. Ежегодно 5 февраля родственники проводят частные поминальные церемонии. В 2010 году группа родственников посетила место крушения и обнаружила многочисленные фрагменты самолёта, так и оставшиеся в земле.